# Cornelis Jol
Cornelis Corneliszoon Jol (Scheveningen, 1597 - São Tomé, 31 oktober 1641), bijgenaamd "Houtebeen", was een admiraal van de West-Indische Compagnie (WIC) tijdens de Tachtigjarige Oorlog. Als kaper maakte hij veel buit bij zijn overvallen op Spaanse en Portugese schepen, beladen met goud en zilver. Slavenschepen liet hij echter gewoonlijk ongemoeid, aangezien hij zich niet kon voorstellen wat men met een dergelijke “lading” zou moeten aanvangen. Jol werd in de Republiek als een volksheld beschouwd vanwege zijn grote moed, zijn bijzondere bekwaamheid als navigator en zijn menswaardige behandeling van krijgsgevangenen; dit laatste in tegenstelling tot veel boekaniers, die bemanningen van veroverde schepen simpelweg overboord plachten te zetten.

## Biografie

### "Houtebeen"
Zijn bijnaam "Houtebeen" kreeg hij nadat hij in een gevecht gewond was geraakt en een been van hem moest worden afgezet. Dit werd vervangen door een houten been. Ook bij andere naties was hij als "Houtebeen" bekend: Pie de Palo in het Spaans, Perna de Pau in het Portugees en Pied de Pol in het Frans. De Spanjaarden noemden hem ook wel El Pirata. Jan Vos dichtte over hem:
Dit is hy die de zee zal baanen naar de Mooren.

Heeft hy een been van hout? hy heeft een yzre handt.

Het klotsen van zyn stelt dreunt Aragon in d'ooren

Gelyk een donderslagh. het lichaam van ons Landt

Dat rust niet op zyn been: maar op zyn moedigheeden.

Wie zich vol moedts betoont ontbreekt het aan geen leeden.
Nog in 1704 memoreerde de Spaanse zeeheld Blas de Lezo het houten been van Jol, toen na de Zeeslag bij Málaga Lezo’s linkerbeen moest worden geamputeerd. De Spanjaard stelde zich toen Jol ten voorbeeld als een zeeman die grootse daden verrichtte en grote beroemdheid verwierf, ondanks zijn theoretische handicap.

### Verrichtingen in West-Indië

Het beleg van Recife in 1630.

Jol, afkomstig uit een Scheveningse schippersfamilie, ging in 1626 in dienst bij de West-Indische Compagnie en stak negen keer de Atlantische Oceaan over om de Spanjaarden en Portugezen in de West (de Braziliaanse kust en de Caraïben) te bestrijden.
In 1629 veroverde hij het Braziliaanse eiland Fernando de Noronha, en behield het enige tijd tegenover een overmacht van 400 Portugezen onder Rui Calaza Borges.  Ook aan het daaropvolgende beleg van Recife in 1630 nam Jol deel, onder kapitein-generaal Hendrick Lonck. Zo ondernam hij op zijn jacht De Otter met het smaldeel van Lonck een gewaagde manoeuvre, waarbij ze vlak voorlangs het zeefort van Recife zeilden en het door een gezamenlijk bombardement van hun scheepskanons tot overgave trachtten te dwingen.

Met commandeur Jan Jansz. van Hoorn overviel hij in 1633 de steden Trujillo in Honduras en San Francisco de Campeche in Yucatán (Nieuw-Spanje). Tijdens de onderhandelingen die de Nederlanders met gouverneur Juan de Miranda voerden over de brandschatting die de Spanjaarden voor Trujillo moesten opbrengen, diende Jol als een van de twee vrijwillige Nederlandse gijzelaars in het Spaanse kamp.

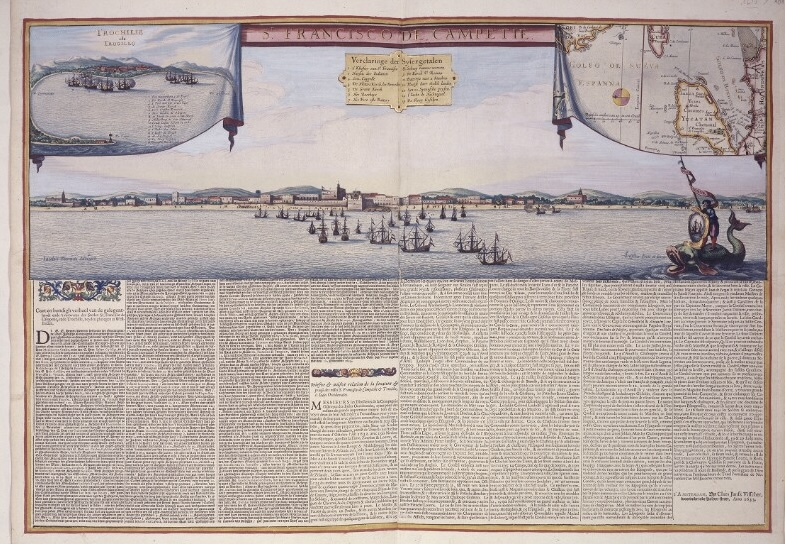
De verovering van Trujillo en San Francisco de Campeche in 1633 onder Van Hoorn.

In februari 1635 bezocht Jol als een van de eerste WIC-vertegenwoordigers het recent door Van Walbeeck ingenomen Curaçao, en bracht hem de nadrukkelijke opdracht van de Heren XIX over om het eiland niet te verlaten. Daarna overviel hij met een krijgslist de haven van Santiago de Cuba, en overmeesterde vervolgens in diverse zeegevechten 11 vijandelijke schepen, waaronder het Spaanse admiraalsschip en viceadmiraalsschip van Cartagena de Indias. Aan het einde van deze succesvolle expeditie werd hij echter in de buurt van Duinkerke gevangengenomen door een eskader van zeven Duinkerker kapers onder leiding van Jacob Collaert, die hem pas ruim een half jaar later weer uitleverde. Zijn beroemde jacht De Otter werd nadien waarschijnlijk gebruikt door de kapers.

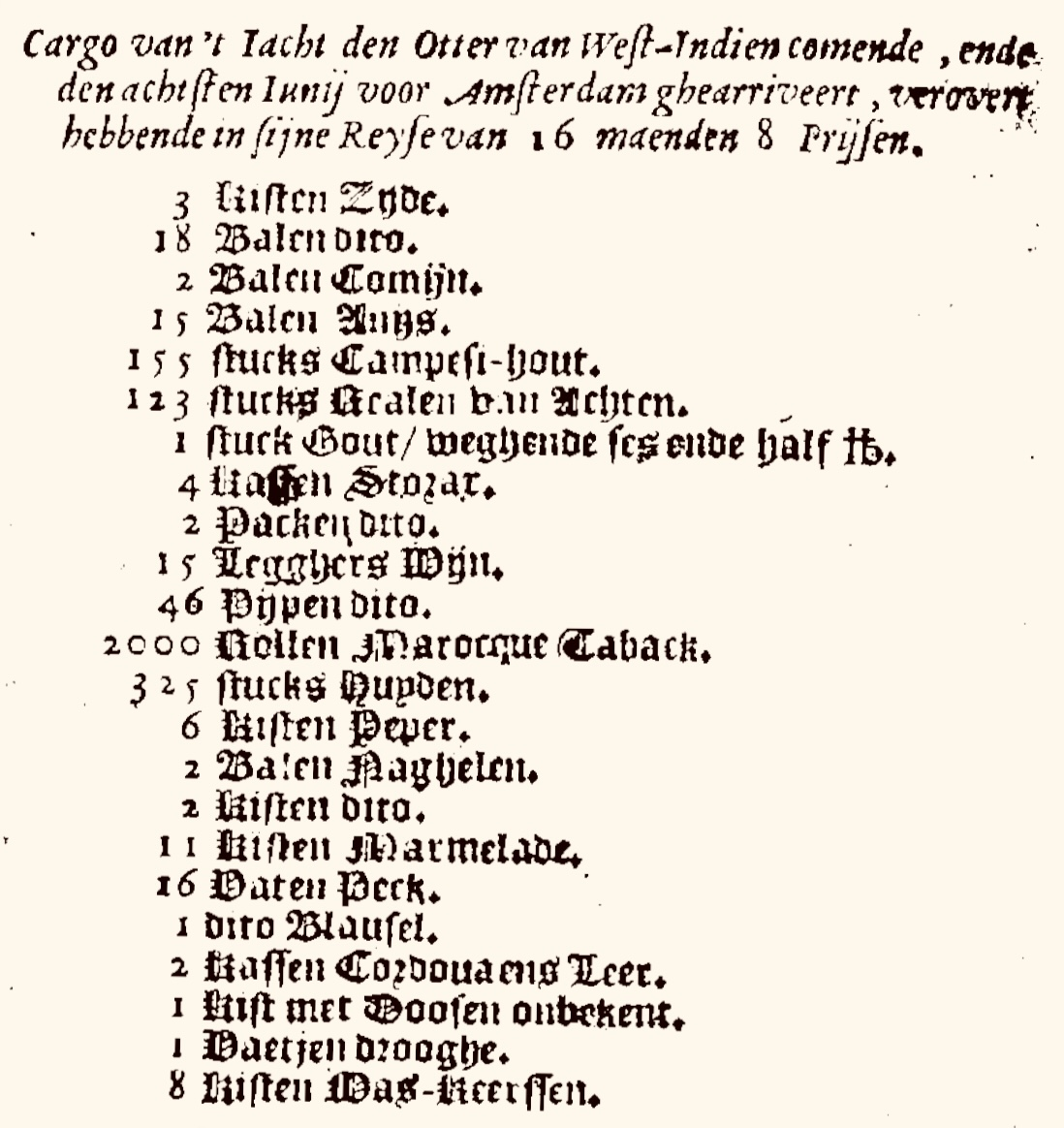
Overzicht van de buit die Jol met zijn jacht De Otter behaalde tijdens zijn reis van 1631-1632, gepubliceerd in de Courante uyt Italien, Duytslandt, &c.

#### Zilvervloot
In 1637 viel hij als commandeur van een eigen eskader brutaalweg één der rijkst beladen gekonvooieerde koopvaarders uit de Spaanse Zilvervloot aan, en maakte die buit. In 1638 werd hij benoemd tot admiraal van de WIC, en deed in die functie een aanval op de gehele Zilvervloot onder Don Carlos de Ibarra. Deze actie mislukte echter door tegenstand van zijn kapiteins, die zich (hetzij uit lafheid, hetzij uit jaloezie dat Jol met voorbijgaan van ouderen in rang tot admiraal was benoemd) aan de strijd onttrokken. Voor zijn persoonlijke dapperheid tijdens deze aanval beloonden de Staten-Generaal hem met een gouden ketting met medaille. De gerechtelijke procedure tegen zijn rebelse kapiteins sleepte echter bijzonder lang aan, en leidde uiteindelijk tot slechts matige straffen. Jol was over de gang van zaken zo verbolgen, dat hij zijn positie bij de WIC opzegde en in dienst trad bij de VOC. Tijdens de Slag bij Duins het daaropvolgende jaar commandeerde hij zijn eskader dan ook vanaf een schip van de VOC.

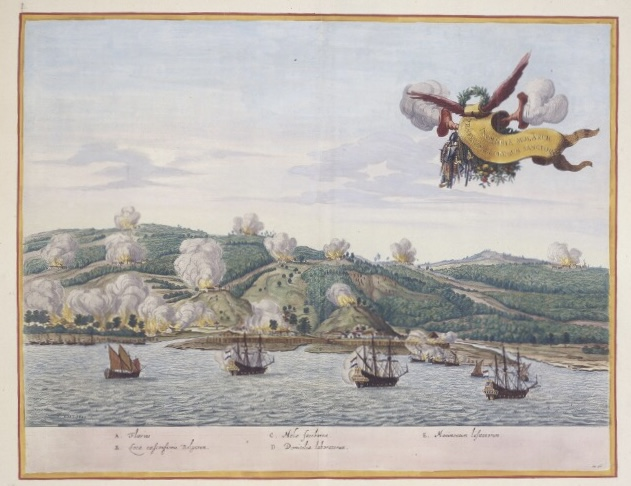
Het verwoesten van de suikerplantages nabij Salvador da Bahia in 1640.

In 1640 leverden admiraals Jol (inmiddels weer terug in dienst bij de WIC) en Lichthart de Tweede Slag bij Salvador da Bahia, waar zij onder meer 27 Portugese suikerfabrieken ontmantelden in de streek rondom Salvador da Bahia, als vergelding voor de schade die Portugese strijders eerder aan de plantages in het Nederlandse gebied hadden aangericht. Na afloop van deze slag ondernam Jol een tweede (en laatste) poging om de Zilvervloot te overmeesteren, doch zijn zoektocht naar de Spaanse vloot werd bemoeilijkt doordat de zijne in een heftige orkaan verzeild raakte. Bovendien hielden de Spanjaarden angstvallig hun schepen in de havens van Vera Cruz en Cartagena de Indias, zolang als Jols vloot in het Caraïbisch gebied verbleef. Met gevoel voor historie plunderde Jol hierop de Spaanse bezittingen in de baai van Matanzas (waar Piet Hein twaalf jaar eerder de Zilvervloot in handen was gevallen), en voorzag zijn schepen aldaar in alle rust van water en andere nodige zaken.

### Slag bij Duins

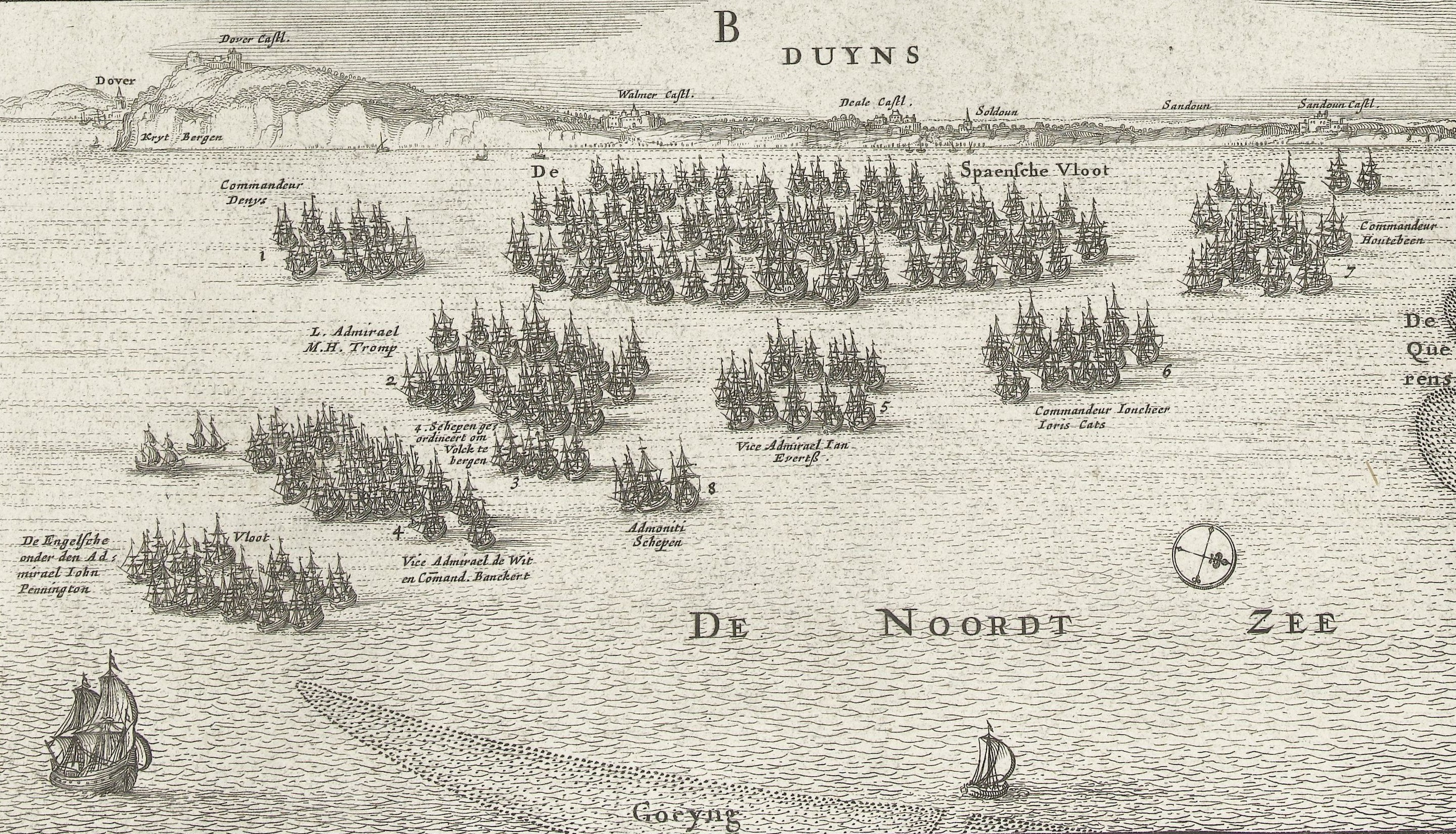
Tijdens de Slag bij Duins bewaakte Jol de Spaanse noordflank (zie cijfer 7 op bovenstaande plaat).

Tijdens de Slag bij Duins in 1639 voerde Jol als viceadmiraal van de Staatse vloot het bevel over een eskader van tien schepen, waarmee hij op last van Maarten Tromp onder meer de vluchtroute afgrendelde voor de noordelijke flank van de Spaanse Armada. Door de overwinning van de Nederlanders op deze vloot ging de hegemonie van de Spanjaarden op de Europese wateren voorgoed verloren. Daniël Heinsius schreef op de overwinning het gedicht Don Spek, waarin hij de spot drijft met de Spaanse bevelhebber Don Antonio de Oquendo en er een aantal Nederlandse Dons van eigen maaksel tegenover stelt (waaronder Jol als Don Houtebeen):

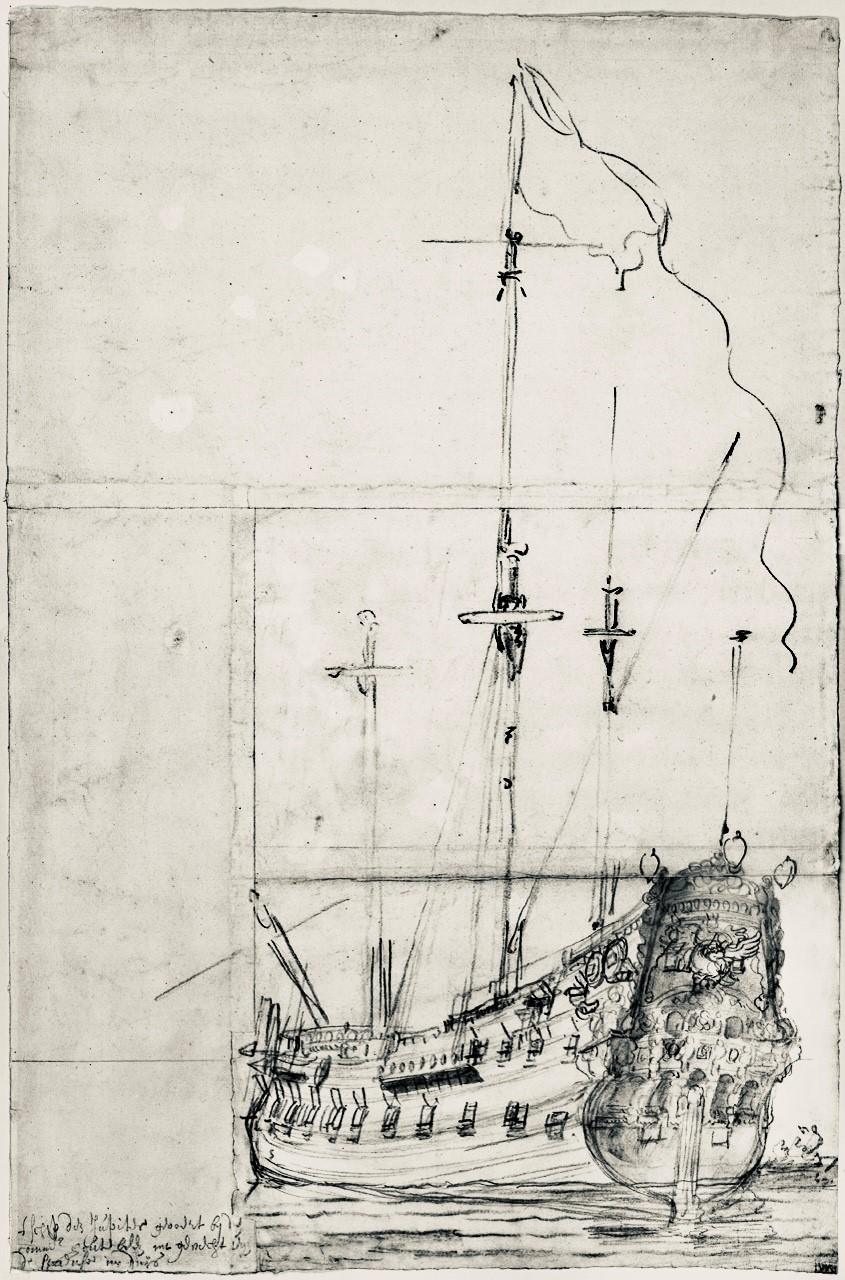
Jols viceadmiraalsschip tijdens de Slag bij Duins, de Oostindiëvaarder Jupiter.

De Zee was Don te klein; ons mannen waren dwergen;

De schepen min als niet; zijn Gallioenen, bergen!

Den blixem van de zee, bewust van wind en vloed,

De mannelike Tromp, heeft hem aldaar ontmoet

Met ingeboren Dons, raphandige gezellen,

Die altijd op de zee de pijpen aardig stellen.

Don Keertekoe, Don Jaap, Don Houtebeen was daar

Don Banker en Don Vijg met Don de Mangelaar.
Voor zijn verrichtingen tijdens de Slag bij Duins ontving Jol een beloning van 100 ducatons. Tevens werd hem bij deze gelegenheid door de verzamelde Oost- en West-Indische Compagnie een gouden medaille uitgereikt. Hierna zien we hem weer terug op zijn post als admiraal van de WIC.

### Laatste veroveringen in West-Afrika

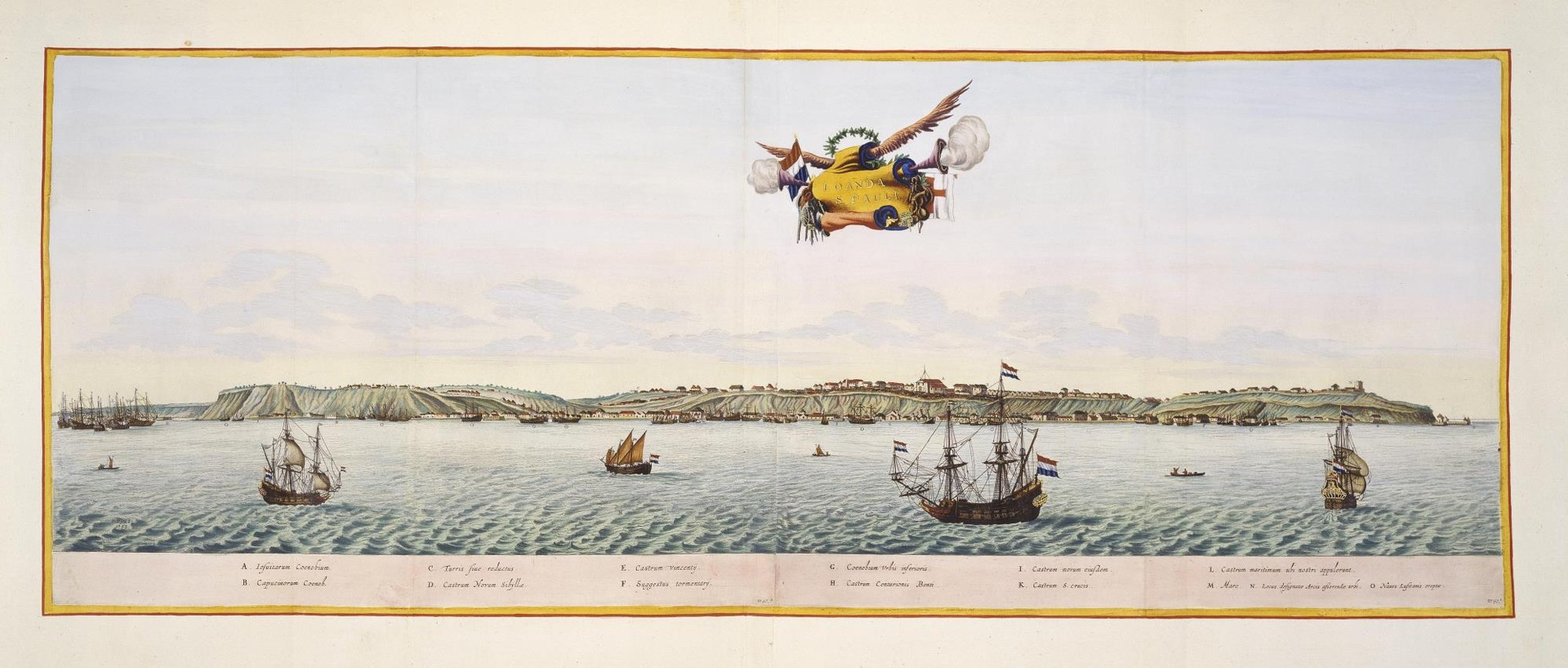
De verovering van São Paolo de Loanda in september 1641.

In Nederlands-Brazilië voelde gouverneur Johan Maurits zich intussen genoodzaakt een tweede steunpunt in Afrika te verwerven voor de slavenhandel (in aanvulling op het reeds eerder veroverde São Jorge da Mina) en de suikerrietteelt. Op 30 mei 1641 voer Jol daarom op Johan Maurits’ verzoek vanuit Nederlands-Brazilië naar Afrika, en veroverde daar respectievelijk de stad São Paolo de Loanda in Angola (hetgeen Piet Hein in 1624 niet gelukt was) en het eiland São Tomé op de Portugezen. Het imperium van de West-Indische Compagnie had hiermee zijn grootste omvang bereikt. Jol zelf echter overleed kort na de verovering, op 31 oktober 1641, te São Tomé aan malaria. Jacob Steendam dichtte ter gelegenheid van zijn overlijden de volgende regels:

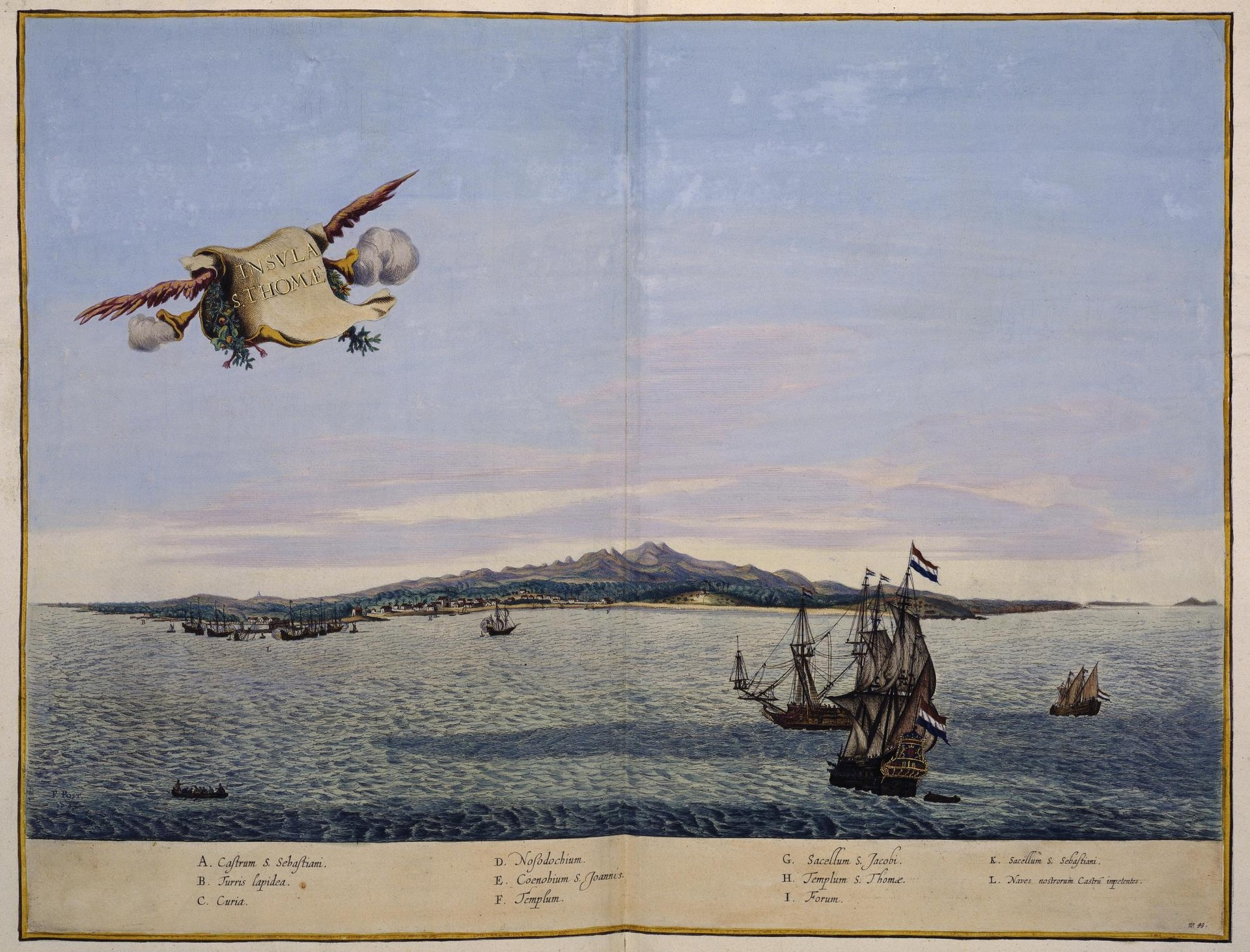
De verovering van São Tomé in oktober 1641.

Heeft Houte-Been ook niet eens anders Tuyn gespit?

Loanda proefd sijn Staal, en Santomé sijn Pésen,

Dies sal sijn grote Naam by ons onsterflijk wesen.

## Familie
Cornelis Jol was gehuwd met Aeltje Jans, en woonde met haar in Amsterdam. Zij kregen drie kinderen: een dochter (Annetje) en twee zoons (Jan en Cornelis). Beide zoons werden schipper bij de VOC. Zijn jongste zoon Cornelis was daarnaast kapitein van de Leyden tijdens de Eerste Engels-Nederlandse Oorlog (1652-1654). Evenals zijn vader in 1639, vocht Cornelis junior dus onder aanvoering van Maarten Tromp.

## Eerbetoon
In zijn geboorteplaats Scheveningen, maar ook in Haaksbergen, Oss en Voorschoten zijn straten en lanen vernoemd naar Cornelis Jol (senior). Op Curaçao draagt de Cornelisbaai nog steeds zijn naam. De Nederlandse schrijver Jaap Waldenmaier baseerde zijn roman Houtebeen op de daden van de admiraal. De Amerikaanse musicus John Franceschina componeerde voorts een symfonisch theaterstuk, ook Houtebeen genaamd, over het leven van Cornelis Jol. Het stuk werd in 2013 uitgevoerd ter gelegenheid van het 525-jarig bestaan van de Koninklijke Marine door het Project Orkest Alphen Opus 2 onder leiding van Sergé Latychev.